# 新潟県道109号押切停車場線
新潟県道109号押切停車場線（にいがたけんどう109ごう おしきりていしゃじょうせん）は、新潟県長岡市内を通る一般県道である。

## 概要

### 路線データ
- 起点：押切停車場（新潟県長岡市池之島字東川原）
- 終点：新潟県長岡市灰島新田（国道8号・新潟県道378号大口与板線交点）

## 地理

### 通過する自治体
- 新潟県長岡市

### 接続する道路
- 長岡市道（起点：長岡市池之島字東川原、押切駅前）
- 新潟県道242号七軒町見附線（長岡市押切新田で立体交差、長岡市道を介して接続）
- 国道8号（長岡東バイパス）・新潟県道378号大口与板線（終点：灰島新田交差点）

### 周辺
- JR信越本線 押切駅
- 北陸自動車道 中之島見附インターチェンジ
- 長岡市立新組小学校
- 長岡市立上通小学校
- JAにいがた南蒲 上通支店
- 押切駅前郵便局
- ドリームキャスト（鋳造業）
- アクシアル リテイリング 本社
- 刈谷田川
- 猿橋川